# Hapsidascus hadrus
Hapsidascus hadrus är en svampart som beskrevs av Kohlm. & Volkm.-Kohlm. 1991. Hapsidascus hadrus ingår i släktet Hapsidascus, divisionen sporsäcksvampar och riket svampar.   Inga underarter finns listade i Catalogue of Life.